# Hubay Ilona
Hubay Ilona, névváltozat: Huba (Pécs, 1902. július 1. – München, 1982. június 20.) magyar könyvtáros, bibliográfus, történész.

## Életpályája
Szülei: Hubay János (1868–1936) katonatiszt, honvédezredes és Heller Márta voltak. Pécsen érettségizett. 1926-ban a Pázmány Péter Tudományegyetemen középiskolai tanári oklevelet kapott. 1932-ben a Magyar Nemzeti Múzeum Főigazgatóságának muzeológus segédtisztje volt. 1932–1942 között a Magyar Nemzeti Múzeum Könyvtára, illetve az Országos Széchényi Könyvtár Muzeális Gyűjtemények Osztályának napidíjas munkatársa, könyvtári segédőre, 1942–1945 között alkönyvtárnoka, 1945–1951 között főkönyvtárnoka volt. 1937–1938 között olasz állami ösztöndíjas volt Rómában, Firenzében és Velencében. 1939-ben a budapesti tudományegyetemen művészettörténetből bölcsészdoktori oklevelet szerzett. 1951-ben kitelepítették Budapestről, egy Szeged melletti tanyán (Csorvás) élt 1951–1960 között. 1960-ban az NSZK-ban telepedett le. 1960–1962 között a coburgi tartományi könyvtár könyvtárosa volt. 1962–1976 között a Bajor Állami Könyvtár főkönyvtárosa volt. 1976-ban nyugdíjba vonult.

### Munkássága
Az Országos Széchényi Könyvtárban az Apponyi-könyvtár feldolgozója volt. Munkásságában a XV.-XVI. századi nyomtatványok álltak a középpontjában. Még 1938-ban jelentette meg Missalia Hungarica - Régi magyar misekönyvek (Budapest, 1938) című kötetét, a 15. századi magyar misekönyvek történetének mintaszerű feldolgozását. Az Országos Széchényi Könyvtár kiadásában jelent meg Magyar és magyar vonatkozású röplapok, újságlapok, röpiratok az Országos Széchényi Könyvtárban 1480-1718 című összeállítása (Budapest, 1948). Münchenben 4 kötetben adta ki a bajor könyvtárakban található ősnyomtatványok katalógusát: Inkunabelkataloge bayerischer Bibliotheken (Wiesbaden, 1966, 1968, 1970, 1974). Az 1970-es években több tanulmánya jelent meg Gutenbergről német szakkiadványokban.

## Művei
- Missalia Hungarica (Budapest, 1938)[7]
- Mátyás király törvénykönyve. 5 képpel. (Magyar Könyvszemle, 1939 és külön: Budapest, 1939)
- Az „Aviso 1609.” (Magyar Könyvszemle, 1940)
- Molnár Gergely Grammatikája, Károli Péter Poétikája és Szilvás-Ujfalvi Imre Admonitiones-e. – Valóban nincsen egykorú adatunk a régi magyar misekönyvek áráról? (Magyar Könyvszemle, 1943)
- A hírlapok őskora (Búvár, 1943)
- Kazinczy Ferenc, a könyvbarát (Magyar Könyvszemle, 1946)
- Magyar és magyar vonatkozású röplapok, újságlapok, röpiratok az Országos Széchényi Könyvtárban, 1480-1718 (Budapest, 1948)[8]
- Eine Humanistenhandschaft aus der „Biblioteca Sforzesca” in der Landesbibliothek Coburg. 2 táblával. (Jahrbuch der Coburger Landesstuftung, 1961)
- Zur Geschichte des Gandersheimer Evangeliars. 2 táblával. (Jahrbuch der Coburger Landesstuftung, 1962)
- Die illustrierte Ungarnchronik des Johannes von Turócz. (Gutenberg-Jahrbuch, 1962)
- Die Handschriften der Landesbibliothek Coburg. Monográfia és katalógus. Összeáll. 12 táblával. (Coburg, 1962)
- Incunabula der Universitätsbibliothek Würzburg. Monográfia és katalógus. 4 táblával. (Inkunabelkataloge bayerischer Bibliotheken. I. Wiesbaden, 1966)
- Incunabula Eichstätter Bibliotheken. Monográfia és katalógus. 5 táblával. (Inkunabelkataloge bayerischer Bibliotheken. II. Wiesbaden, 1968)
- Zum historischen Hintergund des Türkenkalendars für 1455. (Gutenberg-Jahrbuch, 1969)
- Inkunabeln in ungarischen Bibliotheken. (Börsenblatt für den deutschen Buchhandel. Frankfurt am Main, 1970)
- Incunabula aus der Staatlichen Bibliothek Neuburg/Donau. – Incunabula in der Benediktinerabtei Ottobeuren. 4 táblával. (Inkunabelkataloge bayerischer Bibliotheken. III. Wiesbaden, 1970)
- Incunabula der Staats- und Stadtbibliothek Augsburg. (Inkunabelkataloge bayerischer Bibliotheken. IV. Wiesbaden, 1974)
- Die bekannten Exemplare der zweiundvierzigzeiligen Bibel und ihre Besitzer. (Kommentarband zu Johannes Gutenbergs zweiundvierzigzeiligen Bibel. München, 1979)
- Zwei Gutenberg-Bibeln im Untermaingebiet. 2 táblával. (Aschaffenburger Jahrbuch für Geschichte, Landeskunde und Kunst des Untermaingebietes. 7. Aschaffenburg, 1981)
- Egykorú újságlap Drakula vajdáról (Magyar Könyvszemle, 2002)